# 石井二郎
石井二郎（日语：イシイジロウ，1967年1月28日—），生於日本兵庫縣，從事遊戲開發、原作、腳本家、企劃、原案、監督等廣泛工作。2010年開始擔任「日本遊戲大賞」審查委員。

## 經歷
日本冒險遊戲最具代表的創作家之一。經歷影像產業，廣告業、進入老牌遊戲開發者公司CHUNSOFT。
2004年發售的《3年B班金八老師～成為傳說中的教師！》為第9屆CESA GAME AWARDS優秀獎。
2008年發售的AVG遊戲《428 〜被封鎖的涉谷〜》擔任該遊戲的總監督，在《Fami通》拿下40分滿分的評價，為日本史上第九部滿分的遊戲作品。裡面最為眾人所知的就是由2008年《428 〜被封鎖的涉谷〜》本篇拍攝期間，與奈須蘑菇和武內崇的Type-Moon工作室合作，製作一款短篇外傳性質的「Bonus scene 2」之「CANAAN篇」，並在2009年由動畫公司P.A. Works以《CANAAN》為主角出了一部以Canaan同名的電視動畫，並且擔任該動畫製作人。同年也擔任《極限脫出 9小時9人9扇門》劇本設計，完成CHUNSOFT階段性任務。
2010年，石井二郎從CHUNSOFT公司離職，轉任LEVEL-5公司開發懸疑遊戲時空旅行者（英文：Time Travelers），石井二郎先生和《雷頓教授》、《閃電十一人》製作人日野晃博聯手開發的遊戲《時空旅行者》完成後，2014年再度退社，成為自由身創業者，獨立後多以動畫界為活動據點。
2014年，石井二郎和安藤真裕二度聯手合作的原創動畫《Under the Dog》，獲得Kickstarter動畫類，世界最高投資金額募資達878,028.87美元，這部24分鐘的動畫用了58萬美元來製作，如果想要製作完整的長篇動畫則需要花費510萬美元，最後籌集87萬8028美元，官方如約推出一集動畫（episode 0）。2018年6月23日至7月6日在日本東京、大阪、名古屋以電影上映《UNDER THE DOG Jumbled》，在日本進行限定2周上映，內容除了《UNDER THE DOG》本篇動畫（episode0）外，還追加了真人版影像《Overture to UNDER THE DOG》。
2015年，經濟部工業局主辦「 Digital Taipei 2015 台北國際數位內容交流會」，「大師論壇」特別邀請到石井二郎先生，以「故事性對遊戲成敗的影響」這樣的主題進行演說。同年度，全球擁有4000萬玩家的超人氣手機遊戲《怪物彈珠》，由石井二郎擔任故事與企劃構成之改編原創動畫《怪物彈珠》在YouTube首播，全世界同步免費播送，製播52集廣受好評，短短一年即創下全球累積點閱次數突破1億，官方後續制作了動畫劇場版《怪物彈珠The Movie-前往始源之地》，由岸本卓擔任腳本設計，石井二郎、加藤陽一擔任編劇，於2016年日本上映，創下驚人票房紀錄。
2016年，三次元為紀念10週年而推出的作品，與KADOKAWA共同企劃電視動畫《舞武器·舞亂伎》，石井二郎和北島行德擔任系列構成和劇本，第一期2016年1月9日開始播出，第二期《舞武器·舞亂伎 星之巨人》2016年10月1日播出。同年，石井二郎擔任監督及腳本的自主製作映画《女流棋士之春》，2016年10月22日～25日於日本上映。

## 作品列表

### 遊戲
DATAWEST
- IMITATION CITY（企画、劇本、作画）

日經映像
- MA-RI-A〜偶戲博物館的詛咒（劇本、監督）
- Little Lovers（劇本、監督）
- Little Lovers 2nd（劇本、監督）
- Little Lovers SHE SO GAME（監督）

CHUNSOFT
- 風塵英雄外傳 女劍士飛鳥（遊戲平衡）
- 恐怖驚魂夜GBA版（演出）
- 3年B班金八老師～成為傳說中的教師！（監督）
- 恐怖驚魂夜 niwango版（製作人）
- 忌火起草（製作人）
- 428 〜被封鎖的澀谷〜（總監督）
- 極限脫出 9小時9人9扇門（製作人）
- 詭計×邏輯（企画、製作人）

LEVEL-5
- 時光旅行者（導演）
- 魔神STATION（導演、世界觀設定）

自由時期
- 怪物彈珠 3DS版（故事、企畫構成）

### 動畫
- T宝的悲惨日常 梦幻篇（脚本）
- 怪物彈珠（故事、企畫構成）
- 舞武器·舞亂伎（系列構成、脚本）
- Under the Dog（日语：Under the Dog）（原案）
- 魔卡派對（原案）

### 電影
- 女流棋士之春（脚本、監督、剪輯）

## 外部連結
- 石井二郎的X（前Twitter）
- 石井二郎的Facebook專頁